# 1897 Hind
1897 Hind هو كويكب، يقع ضمن حزام الكويكبات. اكتشف في 26 أكتوبر 1971.

## روابط خارجية
- 1897 Hind في قاعدة بيانات مختبر الدفع النفاث لأجرام النظام الشمسي الصغيرة

- الاكتشاف · مخطط المدار ·  العناصر المدارية · المعلمات المادية

- 1897 Hind على موقع ويكي سكاي: DSS2, SDSS, GALEX, IRAS, Hydrogen α, X-Ray, Astrophoto, Sky Map, Articles and images